# Уилдомар (Калифорния)
Уилдомар (англ. Wildomar) — город в округе Риверсайд в штате Калифорния в Соединённых Штатах Америки.
Согласно данным переписи населения США 2020 года число жителей города 
составляло 36 875 человек, что, для такого небольшого населённого пункта, существенно больше (+ 14.6%), чем было во время предыдущей переписи проводившейся в 2010 году (32 176 человек).

## История
С 1882 года в этих местах прошла железная дорога и было налажено регулярное железнодорожное сообщение. 1 января 1884 года железная дорога разместила товарный вагон, известный как «вагон W», на северо-западной стороне главной линии около того места, где сейчас находится Клинтон Кейт Роуд. В течение ряда лет он служил железнодорожным депо для района, который позднее был станет Уилдомаром.
Уже через три года была построена школа, а также почтовое отделение и новое железнодорожное депо. К 1887 году Уилдомар мог похвастаться большим отелем, платной конюшней, кузницей, многочисленными магазинами, складом пиломатериалов и парком. 

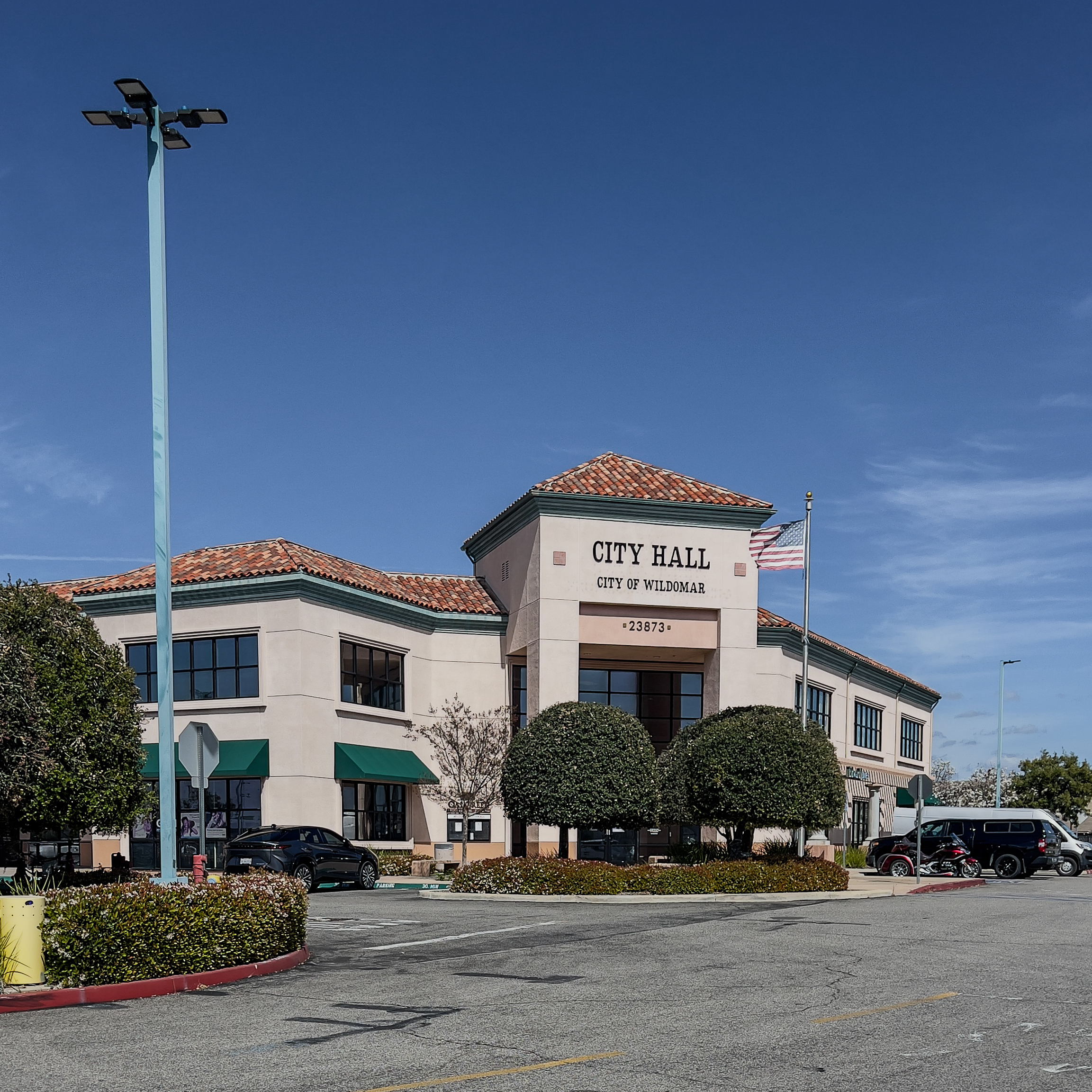
Сити-Холл

Методистско-епископальная церковь была построена в 1888 году напротив новой школы к северо-западу от Сентрал-авеню.
К началу XX века в Уилдомаре даже была своя газета «The Transcript».
Железная дорога постоянно страдала от размывов в горах, и через некоторое время железнодорожное сообщение на юг от Темекулы до Сан-Диего было заброшено. С уменьшением количества поездов развитие Вилдомара существенно замедлилось. Затем, в 1935 году, железнодорожное сообщение с Уилдомаром было и вовсе заброшено, а рельсы разобраны. Уилдомар был почти забытым сообществом неспешно существующим в собственном ареале. Так продолжалось до начала 1980-х годов, когда было завершено строительство автомагистрали I-15, которая всколыхнула волну интереса к этому району с его недорогой землёй. Город снова начал расти и переживать новое процветание; так в первом десятилетии третьего тысячелетия население увеличилось на 128.8%.
1 июля 2008 года сообщество было включено в реестр штата и Уилдомар официально стал 25-м городом в округе Риверсайд.

## География
Город расположен на юго-западе округа Риверсайд. 
Согласно данным Бюро переписи населения США, общая площадь общины составляет 23,7 квадратных мили (61 км2) и вся эта территория приходится на сушу.